# Albert Charles Seward
Albert Charles Seward FRS (9 de octubre de 1863 Lancaster – 11 de abril de 1941 Oxford) fue un botánico, y geólogo inglés.

## Vida
Su primera educación fue en la "Lancaster Grammar School", y luego en el St. John's College de Cambridge; siguiendo a sus padres, que deseaban dedicar su vida a la Iglesia. Su interés en la niñez por la botánica y la zoología pronto resurgió, ayudado por charlas inspiradoras de William Crawford Williamson. Su aptitud pronto se hizo evidente y fue nombrado profesor de botánica en la Universidad de Cambridge en 1890, después se convirtió en tutor en el Emmanuel College, Cambridge, y más tarde sucedió a Harry Marshall Ward como "Profesor de Botánica de la Cambridge University, de 1906 a 1936. Fue coeditor con Francis Darwin) de More letters of Charles Darwin (1903).
Sus estudios en la palobotánica del Mesozoico le valió la membresía en la Royal Society a la joven edad de treinta y cinco. Dedicó una gran cantidad de tiempo a la educación, tanto como administrador de la universidad y del departamento, y como escritor en materia educativa.

## Honores
- 1898: miembro electo de la Royal Society, galardonado con la medalla Murchison de la Geological Society of London en 1908. En 1931 desestimó la idea de un origen biológico de los estromatolitos. Ese rechazo se conoce como «locura de Seward».[5]

## Cronología
- 1885-86 honores de 1ª clase en la Cambridge University
- 1886 se embarca en la carrera de paleobotánica
- 1890-1906 conferencista en botánica en Cambridge
- 1894-95 publica "The Wealden Flora", 2 vols.[6]
- 1898 miembro de la Royal Society, Londres
- 1898-1919 publica "Fossil Plants", 4 vols.
- 1900-1904 publica "The Jurassic Flora", 2 vols.
- 1906-36 profesor de botánica en Cambridge
- 1908 medalla Murchison de la Geological Society of London
- 1909 publica "Darwin and Modern Science" - ensayos editado por A. C. Seward
- 1915-36 decano de Downing College, Cambridge
- 1922-24 presidente de la Sociedad Geológica de Londres
- 1924-26 vicecanciller de Cambridge
- 1925 medalla Royal de la Royal Society
- 1930 presidente del 5.° Congreso Internacional de Botánica
- 1930 medalla Wollaston de la Sociedad Geológica de Londres
- 1931 presidente de la Unión Internacional de las Ciencias Biológicas
- 1931 publica "Plant Life Through the Ages"
- 1934 medalla Darwin de Royal Society
- 1936 se le confiere el rango de caballero
- 1939 presidente de la Asociación Británica para el Avance de la Ciencia[7]

- La abreviatura «Seward» se emplea para indicar a Albert Charles Seward como autoridad en la descripción y clasificación científica de los vegetales.[8]